# День незалежності Казахстану
День незалежності Казахстану (каз. Тәуелсіздік күні) — головне державне свято Республіки Казахстан, відзначається 16—17 грудня.
16 грудня 1991 року Верховна рада Казахстану, останньою з країн колишнього СРСР, ухвалила закон про незалежність і державний суверенітет Казахстану.
У ці дні по всій країні проводяться масові гуляння, нагороджують різних діячів культури, спорту, політики, мистецтва та інших сфер життя. Проводяться «святкові амністії».
У містах та селах проводяться святкові концерти з салютами.